# Gol del terremoto

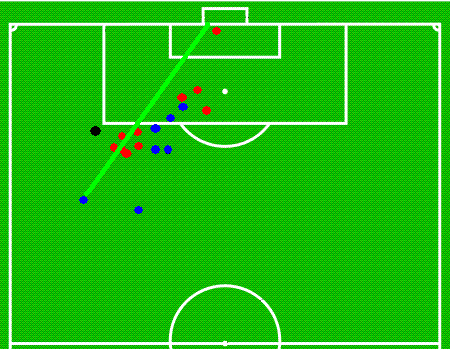
José Perdomo convirtió desde 35 metros.

Se conoce popularmente como gol del terremoto a una recordada e histórica anotación señalada durante un partido de fútbol por el jugador uruguayo José Perdomo, conocido como «Terremoto» luego de la anotación, vistiendo la camiseta de Gimnasia y Esgrima frente a su clásico rival Estudiantes de la Plata, en un partido válido por la séptima fecha del Clausura 1992 de Primera División de Argentina el 5 de abril de 1992.

## El partido
El 5 de abril de 1992, en el antiguo estadio de Estudiantes (Estadio Jorge Luis Hirschi), en un partido que formaba parte de la séptima fecha del torneo, cuyo resultado hasta ese momento era 0:0, el uruguayo José Perdomo marcó, a los 9 minutos del segundo tiempo, el primer y único gol desde un tiro libre directo, sancionado por el árbitro del encuentro Juan Bava, a 35 metros de distancia del arco defendido por el golero pincha Arturo Marcelo Yorno.

El encargado de esos tiros libres era [Carlos] Odriozola. Pero ese día le pedí la bola. Cuando vi que la pelota entraba al arco, sentí que la hinchada pegaba un grito impresionante. Saltaron todos juntos. Miré a la tribuna y vi que se venía abajo. Se me pone la piel de gallina cuando lo recuerdo.

### Ficha
| 5 de abril de 1992 | Estudiantes | 0:1 | Gimnasia y Esgrima | Estadio Jorge Luis Hirschi, La Plata |                       |
|                    |             |     | Perdomo 54'        | Árbitro(s): Juan Bava                | Árbitro(s): Juan Bava |

| Estudiantes | Gimnasia |

| Guardameta          |  | Marcelo Yorno                 |     |
| Defensa             |  | Juan Carlos Ramírez           |     |
| Defensa             |  | Pablo Erbín                   |     |
| Defensa             |  | Juan Marcelo Ceferino Fontana |     |
| Defensa             |  | Leonardo Squadrone            |     |
| Centrocampista      |  | José Pezoa                    | 62' |
| Centrocampista      |  | José Francisco Soto           |     |
| Centrocampista      |  | Raúl Aredes                   |     |
| Centrocampista      |  | Rubén Capria                  |     |
| Delantero           |  | Freddy Vera                   |     |
| Delantero           |  | Félix Torres                  |     |
| Cambios realizados: |  |                               |     |
| Delantero           |  | Sergio Omar Almirón           | 62' |
| Entrenador:         |  |                               |     |
| Eduardo Flores      |  |                               |     |

| Guardameta          |  | Hernán Cristante           |     |
| Defensa             |  | Guillermo Sanguinetti      |     |
| Defensa             |  | Jorge San Esteban          |     |
| Defensa             |  | Darío Ortiz                |     |
| Defensa             |  | Sergio Dopazo              |     |
| Centrocampista      |  | José María Bianco          |     |
| Centrocampista      |  | José Perdomo               | 54' |
| Centrocampista      |  | Carlos Javier Odriozola    |     |
| Centrocampista      |  | Gerardo William Miranda    |     |
| Delantero           |  | Hugo Romeo Guerra          |     |
| Delantero           |  | Guillermo Barros Schelotto | 65' |
| Cambios realizados: |  |                            |     |
| Delantero           |  | Omar Andrés Mónaco         | 65' |
| Entrenador:         |  |                            |     |
| Gregorio Pérez      |  |                            |     |

## El festejo
Las vibraciones provocadas por el festejo del gol del club platense fueron registradas en el sismógrafo del departamento de Sismología e Información Meteorológica del Observatorio Astronómico La Plata de la Universidad Nacional de La Plata, ubicado a unos 600 metros de distancia, como si se hubiera producido un movimiento telúrico. Por tal motivo es recordado como el gol del terremoto y a su ejecutor, José Perdomo, con el sobrenombre de "Terremoto". El partido terminó 1:0 a favor de Gimnasia y Esgrima.
La entonces jefa del Departamento de Estación Sismológica del Observatorio de La Plata dijo que “técnicamente es [fue] un ruido que no queda grabado porque no llegó a la medida necesaria, pero quienes estaban en la Estación vieron que las agujas se movía, registrando el movimiento”.
Debido a que la noticia llegó a las estaciones de 120 países a través de la red internacional que controla la United States Geological Survey (USGS), la cadena de noticias estadounidense CNN (Cable News Network) solicitó el tape del gol, con su banda sonora, para ilustrar con imagen y sonido, cómo un gol y una hinchada de fútbol pueden dejar registrado un movimiento sísmico.

## José «Terremoto» Perdomo
José Batlle Perdomo Teixeira, conocido como Terremoto luego de la anotación, es un exjugador uruguayo nacido en Salto el 5 de enero de 1965, jugaba de centrocampista y pertenecía a una generación uruguaya que destacó a finales de los ochenta y principios de los noventa que desembarcaron en la liga italiana, considerada en esos años como la más importante del mundo.
Perdomo debutó como profesional en Peñarol en 1983, donde su habilidad con la pelota parada no pasaron desapercibidos por los ojeadores europeos y fue fichado en 1989 por el Génoa CFC, club italiano que acababa de volver a primera división. En este equipo coincidieron tres jugadores uruguayos, además de Perdomo: el centrocampista zurdo Rubén Paz y el delantero Carlos Alberto Aguilera.
Perdomo fue cedido a la siguiente temporada al Real Betis Balompié, siendo recordado porque debutó en un derbi contra el Sevilla Fútbol Club y marcó un gol de tiro libre directo.
La trayectoria de Perdomo en el Betis no fue muy auspiciosa y al finalizar la temporada, y ante el descenso de la escuadra, el uruguayo dejó al equipo verdiblanco para ingresar en las filas de Gimnasia y Esgrima, logrando así el club platense el lujo de contar entre sus equipistas con dos glorias del fútbol uruguayo, Perdomo y Santiago Ostolaza, ambos referentes históricos de la selección charrúa.

## Sucesos similares
El día 8 de marzo de 2017, en el partido que disputaba el F.C. Barcelona y el París Saint-Germain por el partido de vuelta de los octavos de final de la Liga de Campeones de la UEFA 2016-17, un sismómetro del Instituto de Ciencias de la Tierra Jaume Almera (ICTJA-CSIC), ubicado a unos 500 metros del Camp Nou, captó una minúscula señal sísmica coincidiendo con la reacción de los espectadores ante cada uno de los 6 goles que llevaron a la remontada al Barcelona ante el PSG, especialmente el último evento, que presentó una mayor amplitud y una magnitud aproximada de 1.0 Richter.
Otro hecho similar ocurrió el 15 de noviembre de 2017 en el partido de fútbol de vuelta del repechaje por la clasificación a la Copa del Mundo de Rusia 2018. El encuentro lo disputaba la selección de Perú contra la selección de Nueva Zelanda en el Estadio Nacional de Lima, donde el global era de 0-0. A los 27 minutos del primer tiempo, el peruano Jefferson Farfán anotó el primer gol del partido, lo que desató una locura total en el estadio, la celebración en la capital ocasionó vibraciones que incluso activaron la alerta sísmica de la aplicación Sismo Detector según lo constató la misma aplicación en conjunto a su patrocinador, Sismologia Chile. El mismo IGP de Perú informó en su cuenta, que al momento del gol de Farfán, los acelerómetros detectaron un temblor de 1.0 en la escala de Richter (imperceptibles para las personas) y que la vibración propagada por el suelo fue provocada por los saltos eufóricos al unísono de unas cincuenta mil personas que asistieron al estadio. El encuentro finalmente terminó con un triunfo peruano de 2 goles contra 0. Lo que selló su clasificación al mundial luego de 36 años sin asistir a uno.